# Parafia św. Jana Chrzciciela w Malborku
Parafia św. Jana Chrzciciela w Malborku – rzymskokatolicka  parafia należy do dekanatu Malbork I w diecezji elbląskiej. Erygowana w 1276, reerygowana 22 kwietnia 1973 roku przez Biskupa Warmińskiego Józefa Drzazgę.

## Historia
Pierwszą świątynię zbudowaną poza murami zamku przeznaczoną dla rozwijającej się osady w XIII w. był kościół św. Jana. kościół zburzono w okresie wojny trzynastoletniej, podczas oblężenia miasta 1457–1460. Drugą świątynię rozpoczęto wznosić na starych fundamentach. Prace trwały bardzo długo od 1467–1523. W 1668 po pożarze bryłę kościoła skrócono o jedno przęsło. W czasie ostatniej wojny kościół św. Jana uległ ponownemu zniszczeniu. Ofiarą padła wieża i jedyny dzwon. Zburzone zostały dachy, a podziurawione sklepienie utraciło swój piękny wygląd. Neogotyckie ołtarze ocalały w całości. W 1945 przystąpiono do usuwania gruzów, szklenia okien i zabezpieczenia przed opadami atmosferycznymi. Już 2 maja 1945 roku kościół został wyświęcony przez ks. Konrada Willa, a 3 maja ks. Klemens Majewski odprawił w nim pierwsze nabożeństwo. W 1956 ks. biskup Tomasz Wilczyński przekazał kościół św. Jana Zgromadzeniu Księży Orionistów i ustanowił przy kościele św. Jana Chrzciciela samodzielny wikariat

## Zasięg parafii
Do parafii należą wierni z Malborka, mieszkający przy ulicach: Andersa, Alei Wojska Polskiego, Grudziądzkiej, Toruńskiej, Pomorskiej, Lotniczej, Wiślanej, Bydgoskiej, Elbląskiej, Kwidzyńskiej, Chopina, Maczka, Ciepłej, Wołyńskiej, Szymanowskiego, Warszawskiej i Wiosennej, Kiepury, Stare Miasto, Plac Narutowicza,  Starościńskiej, Al. Rodła, Witosa, Piłsudskiego, Wareckiej, Mazurów, Kościuszki 20 i  Łąkowej.

## Proboszczowie parafii św. Jana Chrzciciela w Malborku
| imię i nazwisko                                         | daty urzędowania |
| ------------------------------------------------------- | ---------------- |
| ks. Antoni Jankowski FDP wikariusz ekspozyt             | 1956–1971        |
| ks. Józef Wołowczyk FDP wikariusz ekspozyt do 1973 roku | 1971–1978        |
| ks. Leszek Wojtyś FDP                                   | 1978–1981        |
| ks. Zenon Wiszniewski FDP                               | 1981–1984        |
| ks. Andrzej Rapsiewicz FDP                              | 1984–1990        |
| ks. Henryk Hermanowski FDP                              | 1990–2001        |
| ks. Krzysztof Miś FDP                                   | 2001–2009        |
| ks. Krzysztof Gołębiewski FDP                           | 2009–2011        |
| ks. Krzysztof Wojtynia FDP                              | 2011–2014        |
| ks. Józef Pilich FDP                                    | 2014–2020        |
| ks. Robert Branicki FDP                                 | od 2020          |

## Grupy i wspólnoty
- Legion Maryi;
- Żywy Różaniec;
- Ministranci;
- Koło przyjaciół Radia Maryja;
- Zespół charytatywny CARITAS;
- Świetlica CARITAS;
- AA;
- Eucharystyczny Ruch Młodych;
- Papieskie Dzieło Misyjne Dzieciom

## Nabożeństwa okresowe
- majowe
- październikowe
- czerwcowe
- Droga krzyżowa
- Gorzkie żale – w każdą niedzielę Wielkiego Postu
- Nabożeństwo o powołania (każdy pierwszy czwartek miesiąca);
- Nowenna przed świętem Miłosierdzia Bożego;
- Roraty w adwencie